# Schutz von Ehe und Familie
Der Schutz von Ehe und Familie wird weltweit in den verschiedenen Rechtsordnungen geregelt. Die Regelungen finden sich in den Verfassungen und Gesetzen der jeweiligen Staaten sowie in internationalen Absprachen.

## Internationale Absprachen
In Art. 16, Abschnitt 3 der Allgemeinen Erklärung der Menschenrechte ist festgelegt:

„Die Familie ist die natürliche Grundeinheit der Gesellschaft und hat Anspruch auf Schutz durch Gesellschaft und Staat.“

Der Internationale Pakt über bürgerliche und politische Rechte legt in Art. 23 fest:
(1) Die Familie ist die natürliche Kernzelle der Gesellschaft und hat Anspruch auf Schutz durch Gesellschaft und Staat.
(2) Das Recht von Mann und Frau, im heiratsfähigen Alter eine Ehe einzugehen und eine Familie zu gründen, wird anerkannt.
(3) Eine Ehe darf nur im freien und vollen Einverständnis der künftigen Ehegatten geschlossen werden.
(4) Die Vertragsstaaten werden durch geeignete Maßnahmen sicherstellen, dass die Ehegatten gleiche Rechte und Pflichten bei der Eheschließung, während der Ehe und bei Auflösung der Ehe haben. Für den nötigen Schutz der Kinder im Falle einer Auflösung der Ehe ist Sorge zu tragen.

## Europarat
Artikel 8 Recht auf Achtung des Privat- und Familienlebens der EMRK schützt die Familie.

## Europäische Union
Die Charta der Grundrechte der Europäischen Union schützt Ehe und Familie in zwei ihrer Bestimmungen. Unter dem Titel II („Freiheiten“) ist das Recht, eine Ehe einzugehen und eine Familie zu gründen, „nach den einzelstaatlichen Gesetzen gewährleistet“ (Art. 9). Art. 33 innerhalb des Titels IV („Solidarität“) garantiert rechtlichen, wirtschaftlichen und sozialen Schutz der Familie. Art. 33 Abs. 2 konkretisiert diesen Schutz explizit für die Fälle des Kündigungsschutzes der Mutter sowie des bezahlten Mutterschaftsurlaubs und Elternurlaubs.

## Deutschland
Der Schutz von Ehe und Familie durch den Staat ist in Deutschland in Artikel 6 des Grundgesetzes für die Bundesrepublik Deutschland geregelt.
Dieser stellt Ehe und Familie als Institution sowie die familiäre Erziehung unter den besonderen Schutz des Staates und gewährleistet Grundrechte für Ehepartner sowie Eltern und deren Kinder.
Diese besondere Wertschätzung der Familie beruht darauf, dass sie nach Ansicht des Verfassungsgebers das ideale Umfeld für das Heranwachsen von Kindern ist, ohne die auf Dauer keine staatliche Gemeinschaft existieren kann. Die Bedeutung der Ehe liegt darin, dass sie – quasi als „Keimzelle des Staates“ – Vorstufe zur Familie ist (so ausdrücklich noch Art. 119 Abs. 1 der Weimarer Reichsverfassung: „Die Ehe steht als Grundlage des Familienlebens und der Erhaltung und Vermehrung der Nation unter dem besonderen Schutz der Verfassung.“).

### Schutzbereich

#### Schutz der Ehe
Träger des Grundrechts (persönlicher Schutzbereich) ist jede natürliche Person, nicht etwa nur die verheiratete.
Nach dem Grundsatz der obligatorischen Zivilehe ist nur die bürgerlich-rechtliche (also standesamtliche) Ehe wirksam; eine rein kirchliche Trauung genügt in Deutschland nicht. Sofern im Ausland aber eine solche ausreicht, wird die dort wirksam geschlossene Ehe ebenfalls von Art. 6 Abs. 1 GG geschützt. Probleme bereiten die „hinkenden“ Ehen, also solche, die in Deutschland mit einem Ausländer geschlossen wurden, aber nur nach dem Recht dessen Herkunftslandes gültig wäre. Das Bundesverfassungsgericht sieht auch eine solche Gemeinschaft ungeachtet der zivilrechtlichen Formnichtigkeit wegen der förmlichen Eheschließung und dem Vertrauen der Eheleute als Ehe im Sinne des betreffenden Absatz 1 an.
Das Grundrecht garantiert insbesondere die Eheschließungsfreiheit. Inwieweit gleichzeitig als „negative Eheschließungsfreiheit“ auch das Recht gewährt wird, keine Ehe einzugehen, ist angesichts des besonderen Schutzes der Ehe zweifelhaft: es kann schwerlich auch das Gegenteil der Ehe gleichermaßen besonders geschützt sein. Die Freiheit, keine Ehe zu schließen, wäre demnach nur als Teil der allgemeinen Handlungsfreiheit geschützt.
Gegen Art. 6 Abs. 1 GG verstieß die zwingende Zusammenveranlagung der Ehegatten für die Einkommensteuer, die wegen der Progression die Ehe im Vergleich zu einer Lebensgemeinschaft benachteiligte. Das Ehegattensplitting ist eine Möglichkeit, diese Benachteiligung auszugleichen.
Die Eingetragene Lebenspartnerschaft ist keine Ehe im Sinne des Art. 6 Abs. 1 GG. Das Bundesverfassungsgericht hat in seinem Grundsatzurteil vom 17. Juli 2002 entschieden, dass das Lebenspartnerschaftsgesetz nicht gegen den grundgesetzlich bestimmten Schutz von Ehe und Familie verstößt, allerdings gibt es mindestens ein Urteil in der deutschen Rechtsprechung, das die gleichgeschlechtliche Lebenspartnerschaft nicht als eigenes, sondern als Institut unter dem Dach des Art. 6 GG ansieht. Das Bundesverfassungsgericht hingegen stellte folgendes fest: „Der besondere Schutz der Ehe in Art. 6 Abs. 1 GG hindert den Gesetzgeber nicht, für die gleichgeschlechtliche Lebenspartnerschaft Rechte und Pflichten vorzusehen, die denen der Ehe gleich oder nahe kommen“.

#### Schutz der Familie
Familie ist die Gemeinschaft der Eltern mit ihren Kindern („Kleinfamilie“). Der Begriff der Familie ist also faktisch gemeint – er liegt auch vor bei unverheirateten Paaren mit gemeinsamem oder nicht gemeinsamem Kind sowie Elternteilen mit Kind. Die Ehegatten als solche bilden dagegen noch keine Familie. Auf Hilfen zur Förderung der Erziehung in der Familie besteht Anspruch (§§ 16 bis 21 SGB VIII).
Das Bundesverfassungsgericht hat in seiner einstimmigen Entscheidung vom 19. Februar 2013 geurteilt, dass eingetragene Lebenspartner, die mit dem leiblichen oder angenommenen Kind eines Lebenspartners in sozial-familiärer Gemeinschaft leben, eine durch Artikel 6 Abs. 1 GG geschützte Familie im Sinne des Grundgesetzes bilden.
Der Schutz der Familie wird häufig mit dem Zeugnisverweigerungsrecht in Zusammenhang gestellt. Gemäß § 383 ZPO und § 52 StPO haben Personen, die „mit dem Beschuldigten in gerader Linie verwandt oder verschwägert, in der Seitenlinie bis zum dritten Grad verwandt oder bis zum zweiten Grad verschwägert“ sind oder waren, das Recht auf Zeugnisverweigerung, und ggf. besteht Anlass zu einem Beweisverwertungsverbot. Es bestehen unterschiedliche Auffassungen dazu, ob das Weigerungsrecht auf den Schutz von Ehe und Familie zielt oder ob es auf die Achtung der Persönlichkeit des Zeugen zielt und lediglich in diesem Rahmen auf die mögliche innere Belastung des Zeugen Rücksicht nimmt.

#### Freie Entscheidung über die Aufgabenverteilung in der Ehe
Art. 6 Abs. 1 GG wird nach heutiger Verfassungsinterpretation als Abwehrrecht gegen staatliche Eingriffe in die private Lebensgestaltung aufgefasst; er garantiert das Recht der Ehepartner, selbst und ohne staatliche Einflussnahme bestimmen zu können, wie sie zusammenleben und wie sie Berufstätigkeit, Kindererziehung und familiäre Aufgaben untereinander aufteilen. Der Staat muss deshalb Regelungen vermeiden, die geeignet sind, in die freie Entscheidung der Ehegatten über ihre Aufgabenverteilung in der Ehe einzugreifen. Er darf nicht grundsätzlich verbieten, dass die Eheleute den Geburtsnamen der Frau zum Ehenamen bestimmen. In Verbindung mit dem Gleichbehandlungsgebot nach Art. 3 Abs. 1 GG verbietet Art. 6 Abs. 1 GG, dass die Alleinverdiener- und die Doppelverdienerehe ohne sachlichen Grund ungleich behandelt werden, indem etwa bei der Sozialversicherung gesetzliche Regelungen getroffen werden, die in der gesellschaftlichen Wirklichkeit die Alleinverdienerehe begünstigen.

#### Elternrecht
Art. 6 Abs. 2 GG enthält eine wertentscheidende Norm zugunsten beider Eltern, sei es Mutter oder Vater. Auch der nichteheliche Vater hat heutzutage aufgrund der Rechtsprechung und infolge der sich daraus ergebenden Anpassung des Bürgerlichen Gesetzbuches (BGB) ein Elternrecht von Grundrechtsqualität. Pflegeeltern können sich nicht darauf berufen. Konkretisierende Normen zu Art. 6 Abs. 2 GG sind §§ 1626 und 1631 BGB. Wichtigstes Recht ist das Erziehungsrecht der Eltern. Feststellungen über das Bestehen oder Nichtbestehen der elterlichen Sorge eines Elternteils für dessen Kind sind ausschließlich dem Familiengericht vorbehalten (siehe § 151 Nr. 1, in Verbindung mit §§ 152 und 153 FamFG; ausschließliche Zuständigkeit des Familiengerichts). Für alle Staatsgewalten (z. B. Parlament, Gerichte, Jugendämter, Schulanstalten, sonstige Behörden, Verwaltungen) ist das Elternrecht – da Grundrecht – unmittelbar geltendes Recht (Art. 1 Abs. 3 GG). Das Recht der Eltern auf Erziehung und Pflege ihres Kindes bzw. ihrer Kinder stellt einerseits ein starkes Abwehrrecht gegen alle Staatsgewalten dar – ist andererseits aber durch spezielles einfaches Recht und durch verfassungsimmanente Schranken selbst beschränkt und ggf. begrenzt (siehe z. B. §§ 1666 und 1666a BGB). Für Eingriffe in das Elternrecht oder eingriffsgleiche Maßnahmen etc. sind den Staatsgewalten – insbesondere der vollziehenden Gewalt im sozialrechtlichen Verfahren der Kinder- und Jugendhilfe – Grenzen und Schranken gesetzt. Als Hinweise und Beispiele seien hier – mit Rechtsquellen – aufgelistet:
- Vorbehalt des Gesetzes und Begründungspflicht (s. § 35 SGB X, § 39 VwVfG), d. h. Mitteilung der wesentlichen tatsächlichen und rechtlichen Gründe – somit keine Befugnis zu Eingriffen etc. ‚ohne Weiteres‘
- Verbot von Willkür und Schikane (Art. 3 Abs. 1 GG), Unzulässigkeit der Überschreitung der gesetzlich vorgeschriebenen Amtsbefugnisse (z. B. Kompetenzen des Familiengerichts) → Unwirksamkeit, Nichtigkeit (§ 40 SGB X bzw. § 44 VwVfG)
- verfahrensrechtliches Beteiligtenrecht nach Maßgabe des § 12 SGB X bzw. des § 13 VwVfG in öffentlich-rechtlichen Verfahren bei Betroffenheit oder rechtlichem Interesse
- Primat der Eltern (Reichweite und Horizont des Wörtchens ‚zuvörderst‘ in Art. 6 Abs. 2 Satz 1 GG)
- Unantastbarkeit des Wesensgehalts des elterlichen Erziehungs- und Pflegerechts (Art. 19 Abs. 2 GG; siehe auch Wesensgehalt, Zitiergebot)
- Beachtung von Kindeswohlaspekten (analog § 1697a BGB), auch durch das Jugendamt – allerdings (lediglich) im Rahmen der positivierten Amtsbefugnisse
- Leitziele der Kinder- und Jugendhilfe (gem. SGB VIII); (s. dazu insb. § 1 Abs. 3 SGB VIII; Förderung und Schutz der Familie: § 1 Abs. 1 Satz 2 SGB I)
- Voraussetzungen für die Zulässigkeit von Maßnahmen, die mit einer Trennung des Kindes von der elterlichen Familie verbunden sind; z. B. wenn mit öffentlichen Hilfen der Gefahr nicht begegnet werden kann (§ 1666a Abs. 1 BGB)
- Voraussetzungen für vollständigen Entzug der Personensorge (s. § 1666a Abs. 2 BGB)

Allgemein gilt:
- pflichtgemäß anzuwenden ist das Prinzip der praktischen Konkordanz zur Lösung von Konflikten bei Kollisionen von Grundrechten zwecks Herstellung eines angemessenen Ausgleichs (gilt sinngemäß wohl auch für Mutter und Vater im Innenverhältnis; § 1684 Abs. 2, § 1627 BGB)

#### Schutz und Fürsorge für Mütter
Hervorgehoben wird in Art. 6 Abs. 4 GG die Schutzbedürftigkeit von Müttern.

#### Gleichstellung des Kindes unabhängig vom Personenstand der Eltern
In Art. 6 Abs. 5 GG stellten die Mütter und Väter des Grundgesetzes die Gleichstellung unehelicher Kinder als besondere Aufgabe der Gesetzgebung heraus. Dieser Auftrag wurde vom Gesetzgeber durch das Nichtehelichengesetz erst 1969 in Angriff genommen; vom 1. Juli 1970 bis zum 30. Juni 1998 verwendete das einfache Gesetzesrecht den Ausdruck „nichtehelich“ statt „unehelich“. Durch das Kindschaftsrechtsreformgesetz ist die begriffliche Unterscheidung ganz abgeschafft worden. Rechtlich und tatsächlich besteht die Unterscheidung jedoch weiter wie zum Beispiel in § 1626a BGB fort, ungeachtet durch den Europäischen Gerichtshof für Menschenrechte Ende 2009 sowohl als auch durch das Bundesverfassungsgericht im Frühjahr 2010 festgestellter Verletzungen des Elternrechts einerseits und des Verbots der Diskriminierung (hier aufgrund des Status des Kindes: Unehelichkeit / des Geschlechts und Status des Vaters: Unverheiratet, ungeschieden, ledig) andererseits.
Träger o. g. Grundrechte sind alle natürlichen Personen, die zueinander im Eltern-Kind-Verhältnis stehen, also Mutter, Vater und Kind.

### Einschränkungen
Ehe und Familie sind ebenso wie das Eigentum Rechtsinstitute, die durch die einfache Rechtsordnung ausgestaltet werden müssen. Das geschieht hier vor allem im 4. Buch des BGB („Familienrecht“). Das Institut der Ehe wird beispielsweise durch die Ehemündigkeit, § 1303 BGB, sowie durch Eheverbote ausgestaltet. Allzu weitreichende Verbote (Witwer und Stiefsohn; Verschwägerte) hat das Bundesverfassungsgericht aber für nichtig erklärt.
Hinsichtlich des Rechtes auf Schutz der Familie enthalten Art. 6 Abs. 2 Satz 2 und Abs. 3 GG qualifizierte Gesetzesvorbehalte, um die Kinder in Extremsituationen schützen zu können (siehe z. B. den Sorgerechtsentzug in § 1666 BGB). Neben dem Sorgerechtsentzug sind auch der Entzug des Aufenthaltsbestimmungsrechts oder Freigabe zur Adoption durch vormundschaftsgerichtlichen Beschluss gegen den Willen der Eltern weitere mögliche Einschränkungen.
Das staatliche Wächteramt wird u. a. durch die Familiengerichte und Jugendämter ausgeübt (siehe insbesondere §§ 8a und 42 SGB VIII, strafrechtlicher Schutz: siehe §§ 170 und 171 StGB).
Die Schulpflicht aus Art. 7 GG kann dabei nicht direkt als Eingriff in das elterliche Erziehungsrecht aus Art. 6 Abs. 2 GG gewertet werden. Vielmehr ist der staatliche Erziehungsauftrag aus Art. 7 GG dem Elternrecht gleichgeordnet; die Schulpflicht beschränkt somit das elterliche Erziehungsrecht. Das Schulverhältnis ist ein Sonderrechtsverhältnis zwischen Schule und Schüler – gewissermaßen teilweise durchaus ähnlich dem Beamtenverhältnis; die Schüler haben einerseits einige Statusrechte, andererseits auch gewisse Pflichten.
Für Ausländer ist im Aufenthaltsgesetz der Kindernachzug gemäß § 32 beschränkt bis zum Alter von 18 Jahren bei Verlegung des Lebensschwerpunktes nach Deutschland. Ohne Verlegung des Lebensschwerpunkts gilt die Grenze des Kindernachzugs bis zum Alter von 16 Jahren, es sei denn, dass die deutsche Sprache beherrscht wird oder dass ein Einfügen in die Lebensverhältnisse in Deutschland gewährleistet erscheint.

## Weitere Staaten
Entsprechende Regelungen zum Schutz von Ehe und Familie finden sich in den Rechtsordnungen anderer Staaten.